# Manfred Schwarz (Koch)
Manfred Schwarz (* 2. Juni 1956 in Waiblingen) ist ein deutscher Koch. 

## Leben
Nach seiner Ausbildung ging er 1979 zum Hotel Hilton nach Düsseldorf bei Günter Scherrer, 1980 ins Tantris bei Heinz Winkler nach München. Danach wechselte er in die Schweizer Stuben in Wertheim-Bettingen und ins Crocodil nach Straßburg. 1982 bis 1989 war er Küchenchef im „Bareiss“ in Baiersbronn, das 1984 mit ihm als jüngsten Zwei-Sterne-Koch Deutschlands mit dem zweiten Michelin-Stern ausgezeichnet wurde. Danach leitete er in Deidesheim von 1989 bis 2003 den Deidesheimer Hof. 
Von Ende 2003 bis Ende 2013 führte er „schwarz Das Restaurant“ in Heidelberg, für das er ebenfalls mit einem Michelin-Stern ausgezeichnet wurde. Das Restaurant befand sich im 12. Obergeschoss der „Print Media Academy“ der Heidelberger Druckmaschinen AG.
Ab Januar 2013 war Schwarz als Küchenchef und potentieller Betreiber auf der Götzenburg bei Jagsthausen tätig, der Vertrag wurde aber vorzeitig im April 2013 aufgelöst.
Von Frühjahr 2014 bis Februar 2015 leitete er das Clubrestaurant des Golfclubs Bruchsal, das aus einem Clubhaus-Restaurant und einer Gourmet-Lounge namens Das kleine schwarze bestand. Parallel war er auch im Weingut Heitlinger in Östringen-Tiefenbach angestellt.
Von Dezember 2015 bis Dezember 2016 führte er das Restaurant Schwarzberg in Löhrbach.
Im Frühjahr 2017 eröffnete Schwarz das Restaurant Schwarz in Kirchheim an der Weinstraße, das im gleichen Jahr mit einem Michelin-Stern ausgezeichnet wurde.

## Auszeichnungen
- 1984 Zweiter Michelin-Stern für das Bareiss in Baiersbronn als jüngster Zwei-Sterne-Koch Deutschlands